# Montanhas da Zungária
As montanhas da Zungária (em mongol: Зүүнгарын Алтай; romaniz.: Dzungarski Alatau) é uma cordilheira que se estende ao longo da fronteira entre o Cazaquistão e a província de Sinquião (República Popular da China). Recebeu o nome a partir de Zungária. Tem cerca de 450 km de comprimento e a altitude máxima é de 4464 m. Nela fica o Passo de Alatau, um importante passo de montanha.